# Trichopilia tortilis
Trichopilia tortilis là một loài lan được tìm thấy ở México đến Trung Mỹ. Đây là loài đặc trưng trong chi Trichopilia.

## Hình ảnh

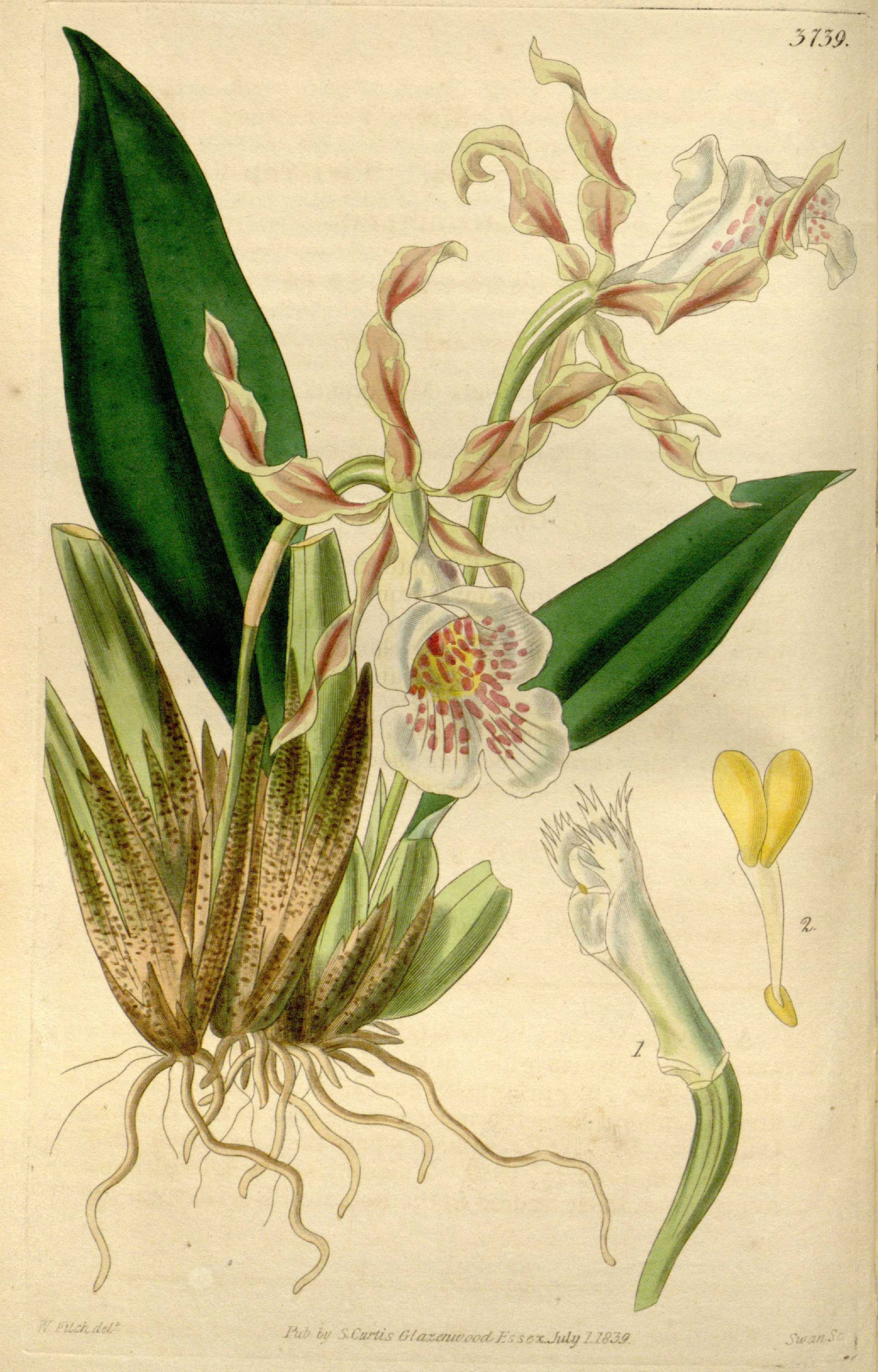